# 新庄村 (岡山県浅口郡)
新庄村（しんじょうそん）は、かつて岡山県浅口郡にあった村である。現在の岡山県浅口郡里庄町新庄、新庄グリーンクレスト、浜中にあたる。

## 沿革
- 1889年（明治22年）6月1日 - 町村制施行により浅口郡新庄村が発足。
- 1905年（明治38年）4月1日 - 新庄村が里見村と合併して里庄村（現在の里庄町）発足。